# Laurence Bonvin

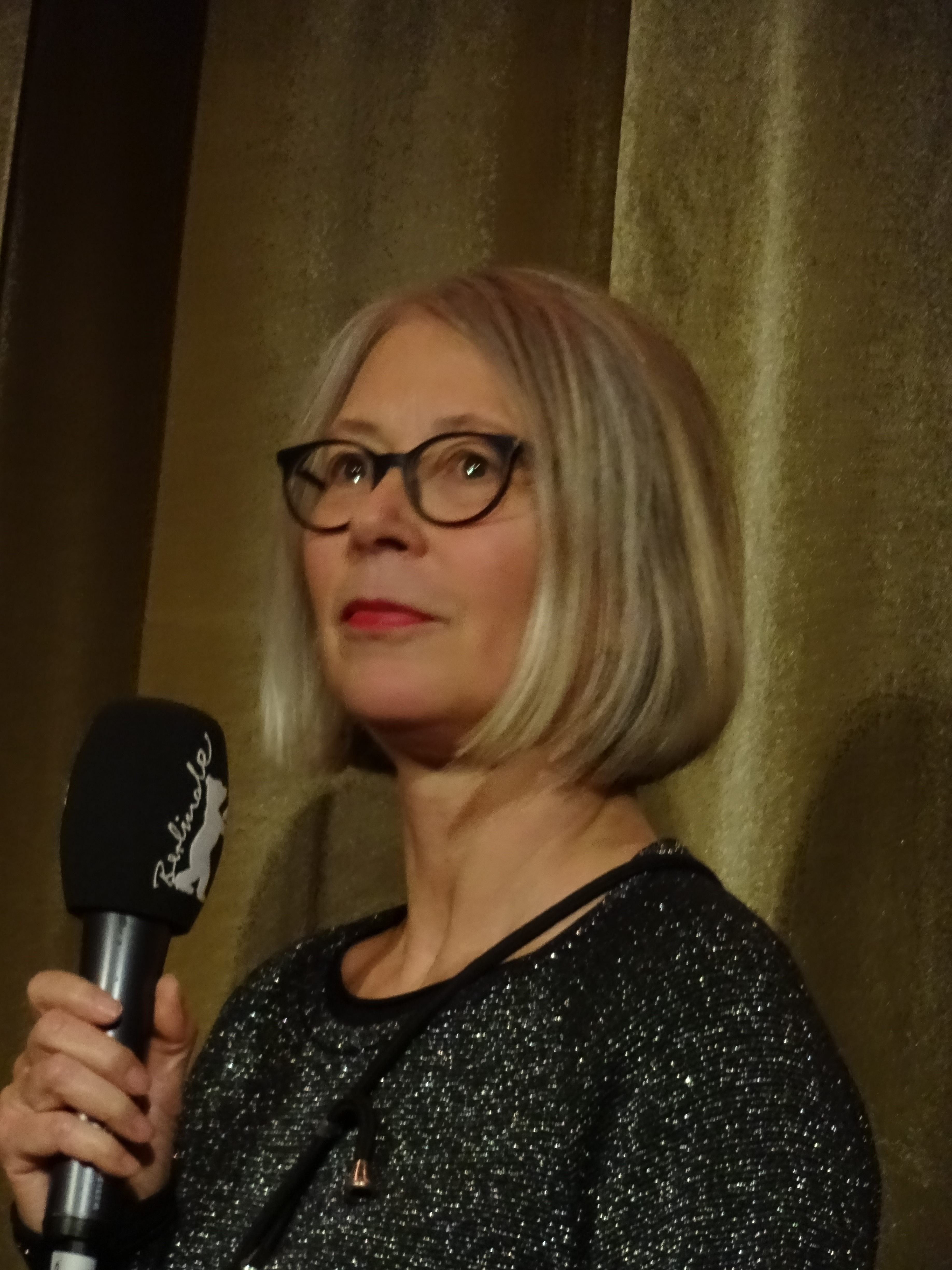
Laurence Bonvin (2020)

Laurence Bonvin (* 25. Januar 1967 in Siders) ist eine schweizerische Fotografin, Filmregisseurin und Autorin.

## Beruflicher Werdegang
1991 machte Laurence Bonvin ihren Abschluss in Fotografie an der École nationale supérieure de la photographie in Arles (Frankreich). Seit 2001 hat sie eine Professur für Fotografie an der École cantonale d’art de Lausanne. Sie begann ihre künstlerische Laufbahn mit Fotografie, 2011 kam der Film hinzu.
Die Künstlerin stellt international aus und zeigte ihre Arbeiten auf Filmfestivals, so etwa auf der Berlinale (Avant l'envol, 2017 und Aletsch Negative, 2020) oder der Duisburger Filmwoche. Häufig zeigen ihre Arbeiten die Veränderungen von Landschaft im Umfeld von großen Städten. Sie thematisiert auch soziale Landschaften und beschäftigt sich hierbei unter anderem mit den Themen Ausgrenzung und Architektur der Macht. Ihr Stil ist stark dokumentarisch.

## Ausstellungen

### Einzelausstellungen (Auswahl)
- 2002: White Heat, Galerie Skopia, Genf
- 2003: Laurence Bonvin photographies, Espace Abstract, Lausanne
- 2003: One-Eyed Little Owl, Palais de l'Athénée, Genf
- 2004: Laurence Bonvin Forum d’art contemporain, Sierre
- 2006: It's Not What You See, 10M², Sarajevo, Bosnien-Herzegowina
- 2007: The Photographers(with Juul Hondius), Platform Garanti, Istanbul
- 2008: On The Edges Of Paradise, Centre de la Photographie, Genf
- 2010: On The Edges, Centre Photographique d’Île-de-France (CPIF), Pontault-Combault
- 2010: In Transit, blank projects, Le Cap
- 2011: In and Out, Market Photo Gallery, Johannesburg
- 2013: Passing, Mamco, Genf
- 2019: Still Moving, Le Manoir, Martigny

### Gruppenausstellungen (Auswahl)
- 1993: Aus der Romandie, Fotomuseum Winterthur
- 1995: Genève-Bruxelles : aller-retour, CIC Saint-Gervais, Genf; Galerie Contretype, Brüssel
- 1997: Welten-Blicke – Reportage-Fotografie und ihre Medien, Fotomuseum Winterthur
- 2002: Meyrin, 4 photographes, Forum Meyrin, Meyrin
- 2002: Quoi de 9/11 photographes, Centre pour la Photographie, Genf
- 2004: Interférences, Photographie contemporaine suisse, Aarhus und Kopenhagen
- 2004: Zoom In, Zoom Out, Fri-Art, Fribourg
- 2005: Wednesday Calls the Future, National Art Center, Tbilissi (Georgien)
- 2005: Coghuf, Musée des beaux-arts, Le Locle
- 2007: Les artistes de la collection Cahiers d'Artistes, série VI + VII, Fri-Art, Freiburg (Schweiz)
- 2007: Welt-Bilder 2, Helmhaus, Zürich
- 2007: L’Europe en devenir, Centre culturel suisse, Paris
- 2007: Global Cities, Tate Modern, London
- 2008: Zur Gast beim Verlierern, Substitut, Berlin
- 2009: Tirana International Contemporary Art Biennial (Part II), Tirana
- 2010: Hidden Publics, Kunsthalle Palazzo, Liestal; <Rotor>, Graz
- 2010: Madrid Abierto 2010, Madrid
- 2010: Us, Iziko National Art Gallery, Le Cap
- 2011: Fragments-Urban Realities in South Africa, PhotoForum PasquArt, Biel/Bienne
- 2015: Xenopolis, Deutsche Bank KunstHalle, Berlin (Blikkiesdorp, 2009–2015, Foto- und Videoinstallation)
- 2018: Something Else, Off Biennale Cairo., Kairo (drei Fotografien Aletsch)
- 2020: Masters, Biennale Kampala (Uganda)
- 2020: Black Rock, Dakar Biennale, Dakar
- 2022: Dak'Art Biennale, Dakar[9]

## Filmografie
- 2013: After Vegas
- 2014: Blikkiesdorp
- 2016: Avant l’envol
- 2019: Aletsch Negativ
- 2022: Ghost Fair Trade

## Auszeichnungen (Auswahl)
- 2002: Swiss Art Award, Basel[10]
- 2006: Swiss Art Award, Basel[10]
- 2016: Schweizer Kamerapreis für Avant l’envol, Internationale Kurzfilmtage, Winterthur[11]
- 2019: Black Rock Residency, Senegal[12]
- 2020: Cairo Residency, Pro Helvetia